# Нидэм, Фрэнсис, 4-й граф Килмори
Капитан Фрэнсис Чарльз Адельберт Генри Нидэм, 4-й граф Килмори (англ. Francis Charles Adelbert Henry Needham, 4th Earl of Kilmorey ; 26 ноября 1883 — 11 января 1961) — англо-ирландский пэр и офицер королевского флота. Он носил титул учтивости — виконт Ньюри с 1883 по 1915 год.

## Происхождение и образование
Родился 26 ноября 1883 года. Старший сын Фрэнсиса Нидэма, 3-го графа Килмори (1842—1915), и Эллен Констанс Бэлдок (? — 1920). Он получил образование в Итонском колледже и Королевском военном колледже в Сандхерсте.

## Военная карьера
В 1901 году виконт Ньюри был зачислен в 3-й батальон Королевской лёгкой пехоты Шропшира, а в марте 1902 года его перевели в 1-й лейб-гвардии полк в чине второго лейтенанта . Он получил звания лейтенанта в 1904 году и капитана в 1907 году. Вышел в отставку в 1911 году.
Во время Первой мировой войны виконт Ньюри вернулся на военную службу и дослужился до чина майора. В 1930 году он был назначен капитаном Королевского военно-морского добровольческого резерва. С 1930 по 1946 год — командир Ольстерской дивизии добровольческого резерва Королевского военно-морского флота. В 1936 году он был назначен офицером Ордена Британской империи.

## Политическая карьера
Он также занимал должности мирового судьи графства Даун, заместителя лейтенанта графства Даун, верховного шерифа графства Даун в 1913 году, лорда-лейтенанта графства Даун с 1949 по 1959 год и вице-адмирала Ольстера с 1937 по 1961 год. С 1916 года и до своей смерти лорд Килмори заседал в Палате лордов ирландский пэр-представитель, став последним выжившим ирландским представителем пэра. В 1936 году он стал членом Тайного совета Северной Ирландии.
Адъютант короля Георга VI в период с 1937 по 1939 год. Участник Второй мировой войны.

## Семья
10 февраля 1920 года Фрэнсис Нидэм женился на леди Норе Фрэнсис Гастингс (12 сентября 1894—1985), дочери подполковника Уорнера Фрэнсиса Джона Плантагенета Гастингса, 15-го графа Хантингдона, и Мод Маргарет Уилсон. У супругов было две дочери:
- Леди Элеонора Норин Патрисия Нидэм (9 января 1921 — 4 января 1965), она вышла замуж в 1942 году за подполковника Филипа Мейтленда Гора Энли (1911—1968).
- Леди Гиацинт Кэтлин Энн Нидэм (род. 14 февраля 1923), в 1953 году она вышла замуж за Джона Хьюберта Джорджа Калверта Гофа, от брака с которым у неё было три дочери.

Лорд Килмори скончался в январе 1961 года в возрасте 77 лет в родовом поместье Морн-Парк. Ему наследовал его племянник Патрик.
Родовое поместье Морн-Парк площадью около 800 акров (3,2 км2) в графстве Даун, Северная Ирландия (включая владения и поместья Ньюри, Морн и Гринкасл), однако, не было унаследовано 5-м графом, который решил унаследовать имущество в зависимости от стоимости поместья, поскольку он жил в Англии. В настоящее время Морн-Парк принадлежит семье Энли, потомкам леди Элеоноры Нидэм, старшей дочери 4-го графа Килмори.